# Дисконто-Гезелшафт
„Дисконто-Гезелшафт“ (на немски: Disconto-Gesellschaft) е банка със седалище в Берлин, Германия, основана през 1851 г. До своето сливане с „Дойче Банк“ през 1929 г. тя е сред водещите финансови институции в страната.
Основана е като кооперация по инициатива на банкера Давид Ханземан. През 1856 г. е преобразувана в командитно дружество с акции, а през 1859 г. за пръв път участва в емитирането на държавни облигации на Кралство Прусия. След смъртта на Давид Ханземан през 1864 г. ръководството на банката е поето от неговия син Адолф фон Ханземан, който я превръща в най-мощния участник в Пруския консорциум, пласирал в продължение на десетилетия пруските, а след това и общогерманските държавни облигации.
През лятото на 1914 г. банката организира емитирането на облигации на правителството на Радославов на стойност 500 милиона франка. Отпускането на заема предизвиква остри политически противоречия в България и оказва значително влияние върху нейното включване година по-късно в Първата световна война на страната на Германия.
През 1929 г., по време на Голямата депресия, „Дойче Банк“, „Дисконто-Гезелшафт“ и няколко по-малки банки се сливат в „Дойче унд Дисконто-Банк“ (позната и със съкращението „ДеДи-Банк“), която през 1937 г. е преименувана на Дойче Банк.